# Danau Galela
Danau Galela – jezioro w Indonezji na wyspie Halmahera (kecamatan Galela, kabupaten Halmahera Utara) w archipelagu Moluków.